# Osirak

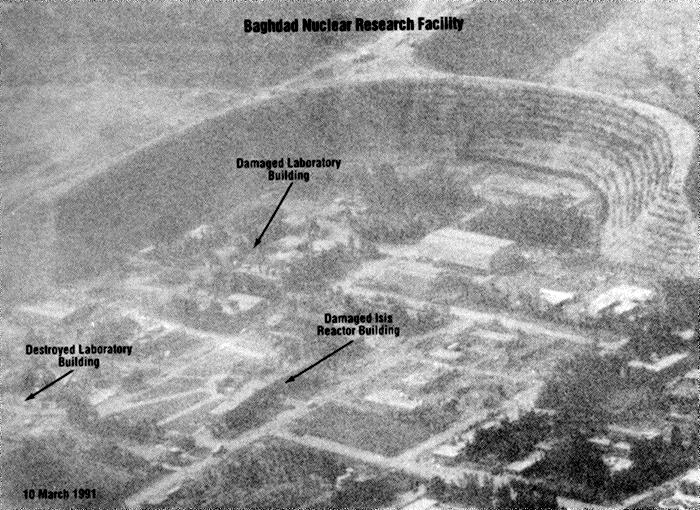
Reactor Nuclear "Osiraq" Marzo 1991

Osirak, también escrito Osiraq, era un reactor nuclear de 40 megavatios. Fue construido por el gobierno iraquí en el Centro de investigación nuclear de Al Tuwaitha, a 18 kilómetros al sudeste de Bagdad en 1977. Fue severamente dañado por un ataque aéreo israelí con la excusa de evitar que el régimen de Saddam Hussein usase el reactor para producir plutonio para armas nucleares. El enclave fue completamente destruido por la aviación Estados Unidos durante la Guerra del Golfo en 1991.

## Diseño y construcción
El reactor nuclear era de diseño francés y su nombre viene de la combinación de Osiris, dios egipcio encargado de juzgar a los muertos, e Irak (Iraq en francés). Los iraquíes lo llamaron Tammuz 1, por el mes del calendario musulmán en el cual el Partido Baaz tomó el control del gobierno en 1968.
Aparte del reactor, de la construcción y de asistencia técnica, los franceses vendieron sobre 12,5 kg de uranio enriquecido al 93% al gobierno iraquí.

## Preocupaciones sobre su posible uso militar
Muchos creyeron que el reactor formaba parte del programa iraquí para obtener armas nucleares. El gobierno iraquí había intentado comprar sin éxito en 1974 un reactor francés para manipular plutonio y una planta de procesado, y también habían intentado comprar un reactor italiano llamado Cirene. Francia accedió a vender el reactor nuclear y su material de laboratorio.
El gobierno israelí estaba profundamente preocupado por esta compra de material. Aunque los iraquíes decían que el reactor era únicamente para usos pacíficos, la compra era extraña — un reactor de este tipo es útil para países con programas de construcción de reactores nucleares, siendo usados para probar y analizar los efectos de un flujo de neutrones sobre metales usados en los componentes del reactor. No es particularmente útil para países que no tienen este tipo de programas, a no ser que estén interesados en transformar uranio-238 en plutonio-239 para fabricar una bomba. Las compras de mineral de uranio podrían ser tratadas en la planta para producir plutonio. Sin embargo el reactor estaba bajo la supervisión de la OIEA y era inspeccionada regularmente, y técnicos franceses estaban en constante asistencia.
El abastecimiento de combustible nuclear fue cuidadosamente supervisado y el combustible usado tendría que volver a Francia. Cualquier aviso de posible desviación de material nuclear habría significado el fin del suministro. Semejantemente, la irradiación clandestina de uranio no podía haber ocurrido desapercibida; el repetido, lento y costoso cambio de las barras de uranio habría sido obvio.

## Ataques iraníes e israelíes
Aunque casi todos coinciden en señalar que en esos momentos Irak estaba bastante lejos de construir armas nucleares, los iraníes e israelíes pensaron que cualquier incursión debería ocurrir antes de que el reactor estuviese lleno de combustible nuclear y comenzase a ser operativo, para evitar la contaminación nuclear de ese lugar. Aparte, el presidente israelí en ese momento, Menachem Begin, temía que el siguiente gobierno de Israel no actuase antes de que un arma nuclear fuera creada.
El ataque iraní ocurrió el 30 de septiembre de 1980, al comienzo de la guerra entre Irán e Irak. Dos cazabombarderos F-4 Phantom atacaron con misiles el centro de investigación de Tuwaitha, en Bagdad. La destrucción del reactor fue debida al ataque de las fuerzas israelíes en la Operación Ópera. Después de que los servicios de inteligencia de este país confirmasen a Menachem Begin que Irak intentaba usar el reactor para producir armas nucleares, este autorizó un ataque de la aviación de Israel al complejo. El 7 de junio de 1981 partió de la base aérea de Etzion un escuadrón de las Fuerzas Aéreas Israelíes compuesto por ocho F-16 y seis F-15 con 16 bombas de una tonelada. Voló 1100 km a través de Jordania, Arabia Saudí e Irak para bombardear el objetivo. Llegaron al destino sobre las 17:30 y el ataque destruyó rápidamente el lugar donde se ubicaba el reactor. Un técnico francés murió en el ataque. Supuestamente el escuadrón eludió la detección de los radares por volar muy cerca unos aviones de otros durante la larga jornada; en lugar de aparecer en el radar como un escuadrón de pequeños aviones de combate, aparecían como un avión grande y no se les prestó mucha atención. Sin embargo, Rodger W. Claire en su libro Raid on the sun se refiere a esta táctica como un mito. Uno de los pilotos del escuadrón era Ilan Ramon, que más tarde se convertiría el primer astronauta de Israel y moriría en el desastre del transbordador espacial Columbia el 1 de febrero de 2003.

## Reacciones políticas
Muchos gobiernos extranjeros, incluyendo los Estados Unidos, condenaron la operación, y el Consejo de Seguridad de Naciones Unidas aprobó la resolución 487, la cual realizaba una "fuerte condena del ataque militar por parte de Israel en una clara violación de la Carta de las Naciones Unidas y de las normas de conducta internacional". (S/RES/487).
La operación fue ampliamente criticada por la oposición israelí de izquierdas, que denunció que una de las razones principales del ataque era la proximidad de las elecciones generales (aparte de porque era necesario, que era generalmente aceptado), solo tres semanas más tarde. La reclamación consistía en que Begin, en un momento bajo de popularidad según las encuestas, quería aparecer ante el pueblo como un líder fuerte. Finalmente ganó las elecciones con muy poco margen.
Hoy en día se sabe que durante la preparación del ataque, la pregunta más importante que afectó a la planificación era el tiempo estimado en el que el reactor iba a estar operativo y un ataque causaría contaminación nuclear sobre la zona (se asumió que el día iba a ser solo unas semanas más tarde). El plan original era realizar el ataque varios meses antes. Sin embargo, el ataque fue pospuesto en el último momento cuando fue filtrado al líder de la oposición Shimon Peres. Este decidió posponer el ataque para asegurarse de que la filtración no ponía en peligro la misión, pero finalmente decidió no posponer más el ataque que la actual fecha de junio. Hasta la fecha actual, Peres es crítico con el ataque por razones prácticas, asegura que condujo a Irak a mejorar y ocultar su programa de desarrollo de armas de destrucción masiva.
Tras la Guerra del Golfo de 1991, el descubrimiento del plan iraquí de desarrollo de armas de destrucción masiva y los ataques a Israel con misiles Scud, varios políticos israelíes, excluido Peres y representantes de los EE. UU., escribieron una letra a Begin agradeciéndole el ataque de 1981 y retirando sus condenas iniciales.
En mayo de 2009 se reporta que Irak quiere que Israel pague por el bombardeo a reactor nuclear.

## Tras el ataque
La pérdida del reactor fue un serio revés para el programa nuclear iraquí. Francia finalmente declinó dar asistencia para la reconstrucción del reactor en 1984, pese a que al principio estaba decidida a proporcionar ayuda técnica. El programa de armas nucleares de Irak fue forzado a procesos de enriquecimiento de uranio mucho menos eficientes como la separación electromagnética de isótopos. Las instalaciones fueron cerradas y custodiadas bajo supervisión de la OIEA.

## Ataques estadounidenses en la Guerra del golfo
Cuando las tensiones en el Golfo pérsico estallaron en septiembre de 1990 tras la invasión de Kuwait por parte de Irak, el gobierno de este último país realizó esfuerzos para recuperar componentes del lugar. Durante la Guerra del golfo meses más tarde, el programa nuclear iraquí fue acelerado para crear armas usando combustible radiactivo. Entonces el lugar fue bombardeado por las fuerzas de la Coalición el 17 de enero de 1991, paralizando el plan. En tres días de los ataques aéreos de la Operación Tormenta del Desierto, 56 F-16 atacaron la zona, seguida de incursiones de F-117 tres días después. La instalación, uno de los blancos más fortificados de Irak, no fue destruida completamente hasta otra incursión realizada por 47 F-117, los cuales atacaron el objetivo siete veces más durante un mes, como harían un par de semanas después otros 17 F-111. Solo tras 19 días de ataques la Agencia de Inteligencia de la Defensa (DIA en inglés) de los Estados Unidos declaró que el sitio estaba "profundamente destruido".